# Carcelia longiepandriuma
Carcelia longiepandriuma är en tvåvingeart som beskrevs av Chao, Zhao och Liang 2002. Carcelia longiepandriuma ingår i släktet Carcelia och familjen parasitflugor.
Artens utbredningsområde är Zhejiang (Kina). Inga underarter finns listade i Catalogue of Life.